# William Bunge
William Wheeler Bunge Jr. (La Crosse (Wisconsin), 1928 - 31 oktober 2013) was een Amerikaans geograaf.

## Levensloop
Bunge studeerde geografie aan de University of Wisconsin-Madison en behaalde zijn Masters degree in 1955. Hij vervolgde zijn studies aan de Universiteit van Washington in Seattle. Bunge behoorde tot de groep jonge geografen die hier onder leiding van William Louis Garrison aan de wieg stonden van wat later de kwantitatieve revolutie in de geografie werd genoemd (zie ook ruimtelijke analyse en behaviorale geografie). Na zijn dissertatie (Theoretical Geography) voltooid te hebben, vertrok Bunge naar Iowa City, waar hij benoemd was als hoogleraar. In 1962 werd hij benoemd aan de Wayne State University in Detroit.

### Actief in de vredesbeweging
Naast zijn Theoretical Geography was Bunge actief betrokken bij het lot van gemarginaliseerde groepen mensen in de Amerikaanse binnensteden. In 1965 was Bunge bezig met het redigeren van de tweede druk van zijn Theoretical Geography toen in februari van dat jaar de zware bombardementen in de Vietnamoorlog (Operation Flaming Dart) begonnen. Bunge werd actief in de vredesbeweging en participeerde in de Selma to Montgomery marches. In 1966 vertrok hij naar Chicago om deel te nemen aan de demonstraties van de burgerrechtenbeweging. Zijn verblijf in de zwarte wijken van Chicago en zijn contacten met buurtactivisten brachten hem er toe onderzoek te gaan doen naar de overlevingskansen van kinderen in achterstandswijken.
‘These two young black women, furiously interpreting the world all around me that I could not see because my life had been spent buried in books, caused me to reverse my scale and I wrote a book about one square mile in the middle of black industrial Detroit: Fitzgerald, my own neighborhood’ (W. Bunge, Perspective on Theoretical Geography, 1979, 170).

### Vertrek naar Canada
Zijn radicale standpunten in kwesties als de Vietnamoorlog en de burgerrechtenbeweging leidden tot fricties binnen en buiten de universitaire gemeenschap. In 1967 werd zijn aanstelling aan de Wayne State University niet verlengd: ‘released from teaching, which for him finally “cut the essential tie to the White racist world and their money” (Richard Peet, 1977). Hij stichtte de ‘Detroit Geographical Expedition and Institute’ en verrichtte in dit kader onderzoek in Fitzgerald, een wijk in Detroit.
In 1970 vertrok hij, teleurgesteld in de Amerikaanse samenleving, naar Canada waar hij enige tijd werkzaam was aan de University of Western Ontario in London (Ontario) en de York University in Toronto. Zijn tijdens colleges geuite kritiek op de politieke standpunten van een aantal collega’s verhinderden dat hij kon rekenen op een vaste aanstelling. Hij was daarna enige tijd actief als taxichauffeur in Toronto. In 1988 verscheen zijn ‘Nuclear War Atlas’, een uitwerking van zijn reeds in 1982 verschenen pamflet over de consequenties van een atoomoorlog.

## Theoretical Geography
De eerste druk van Theoretical Geography verscheen in 1962 en de tweede druk in 1966. In dit boek formuleerde Bunge de theoretische vooronderstellingen die de basis vormden voor de kwantitatieve revolutie in de geografie. In Bunge’s visie waren er veel boeken over geografische feiten, maar er was nauwelijks een boek over geografische theorie. Zijn opvattingen over geografische theorieën moeten worden gezien in licht van het toen heersende debat tussen de aanhangers van een idiografisch perspectief (ook wel de regionaal-geografische traditie) en zij die een nomothetisch perspectief wenselijk achten. Dit debat wordt doorgaans geassocieerd met de discussie tussen Richard Hartshorne (het idiografische perspectief) en Fred Schaefer (het nomothetische perspectief). Vanaf de eerste pagina’s maakte Bunge duidelijk dat hij het nomothetische perspectief als enig juiste ziet.
Voor Bunge was geografie de wetenschap die zich bezighield met locaties en omdat hij vond dat locaties niet uniek waren, moest het mogelijk zijn de variatie in de spreiding van locaties door wetten te verklaren. Hij vond dat wetenschappelijke vooruitgang alleen tot stand kon komen door waarnemingen los te weken uit de context van tijd en ruimte. Op die manier konden wetmatigheden worden vastgesteld en theorieën geformuleerd worden. Patronen in de spreiding van verschijnselen aan het aardoppervlak konden worden geanalyseerd door toepassing van geometrie (‘Whatever the type of movements, it leaves its mark on the face of the earth. That is, it produces the geometry’, Bunge, 1996, 200). Hoewel het nergens expliciet wordt gezegd is de aanname dat geografie geometrie is, het leidende principe in dit boek. Geen wonder dat hij veel aandacht besteedde aan de mathematische transformatie van kaarten, aan het meten van ruimtelijke vormen en aan de centrale-plaatsentheorie.
Critici hebben overigens opgemerkt dat het vaststellen van geometrische patronen voor de spreiding van verschijnselen in een gebied op zich onvoldoende is voor een afdoende verklaring. Met name Robert David Sack verzette zich tegen de veronderstelling dat ruimte, tijd en materie analytisch gescheiden konden worden in een empirische wetenschap om verklaringen te zoeken. In tegenstelling tot Bunge vond hij dat geometrie geen geschikt instrument is voor de geografie omdat het als zuivere wiskunde niet kan worden toegepast voor onderzoek naar empirische feiten. Zeker, geografische feiten hebben geometrische kenmerken (locatie bijvoorbeeld), maar geometrische wetten leveren hoogstens gedeeltelijke verklaringen.

## The Detroit Geographical Expedition and Institute
De belangrijkste doelstelling van dit experiment was een manier te vinden om de professionele geograaf los te weken uit zijn beschermde academische wereld. Geografische vaardigheden en kennis moesten als het ware naar de achterstandswijken worden gebracht. Bunge had geen goed woord over voor geografen die vanuit de kamers van hun instituten onderzoek uitvoerden: ‘Armchair geographers of the world arise, you have nothing to lose but your middle-aged flab. It is not too late’ (Bunge, 1969). Hij wilde onderzoek doen ten behoeve van de zwarte gemeenschap en hij vond dat de lokale bevolking opgeleid moest worden om zelf het nodige onderzoek voor de verbetering van hun leefsituatie ter hand te nemen. Op die manier konden ook de professionele geografen een gebied bestuderen vanuit de probleemdefiniëring van de betrokken bevolking zelf. ‘How does a geographer do that? By getting a “feel” of the region. By talking, listening, arguing, befriending, and by making enemies of the humans in the region. He knows what the people in the region need geographically by becoming a person of that region. He lives there, works there, has his family there, his fate is their fate. It is his region’  (Bunge, 1969). Een belangrijk aspect van het onderzoek betrof de overlevingskans van kinderen in de zwarte wijken. De publieke ruimte werd steeds meer beheerst door de auto, waardoor er geen speelruimte meer overbleef voor de kinderen.
Een belangrijk onderzoeksresultaat was de publicatie van ‘A Report to the Parents of Detroit on School Decentralization’ in 1970. Dit rapport gaf een alternatief plan voor de herstructurering van de schooldistricten in Detroit. De voorgestelde indeling in schooldistricten was veel gunstiger voor de zwarte leerlingen.
Hoewel onderzoek en onderwijs in elkaar overgingen, waren de onderwijsactiviteiten enkele jaren een succes. De studenten waren vrijgesteld van collegegeld en het onderwijsprogramma werd gecontroleerd door een vertegenwoordiging van de lokale gemeenschap. Universiteitsdocenten participeerden op basis van vrijwilligheid. Het salaris dat ze kregen voor hun taken, werd weer beschikbaar gesteld voor het bekostigen van de studentinschrijvingen.  In 1970 werd een elftal collegereeksen aangeboden. 670 studenten schreven zich in. Maar na 1970 belemmerde de universitaire bureaucratie het vervolg van de onderwijsactiviteiten. De kloof tussen de rauwe werkelijkheid van de zwarte leefgemeenschap in Detroit en de universitaire bureaucratie kon niet meer worden overbrugd. Bunge vertrok naar Toronto en zette daar de ‘Toronto Geographical Expedition’ op en daarna de ‘Canadion American Geographical Expedition’. Het centrale thema in deze reeks van onderzoeken op verschillend schaalniveau (buurt, stad, land, continent en wereld) was de overleving van de mensheid met specifieke aandacht voor de leefomstandigheden van kinderen.

## Nuclear war atlas
Het boek Nuclear war atlas kan worden beschouwd als een (deels autobiografische) verhandeling over de effecten van een mogelijke nucleaire oorlog op de overlevingskansen van wereldbevolking (in het bijzonder de kinderen). Het boek vloeide voort uit Bunge’s activiteiten in de vredesbeweging. In de introducerende pagina’s behandelde Bunge de betekenis van het geografische schaalbegrip in relatie tot nucleaire oorlogvoering. Daarna komt de omvang en de schaal van atoomwapens aan de orde en vervolgens de globale effecten op gezondheid en veiligheid van een atoomoorlog. Bunge sluit het boek met een schets van de rol van de geografie als "Queen of the Peace Sciences".

## Belangrijke publicaties van Bunge
- Theoretical Geography, First Edition, Lund Studies in geography, Series C: General and Mathematical Geography, Lund, 1962
- Theoretical Geography, Second Edition, Lund Studies in geography, Series C: General and Mathematical Geography, Lund, 1966
- The first years of the Detroit Geographical Expedition: A personal report. Field notes, discussion paper, no. 1 pp 1–59 (Reprint in R.Peet (ed), Radical Geography, London, 1977, pp. 31–37
- Fitzgerald; Geography of a revolution, Cambridge MA, 1971
- Ethics and logic in geography, in R.J. Chorley (ed), Directions in Geography, London, 1973, pp. 317–331
- The geography of human survival, Annals of the Association of American Geographers, 63, 1973, pp. 275–295
- The Canadian Alternative-Survival. Expeditions and urban change, York University, Ontario, 1975 (met R. Bordessa)
- Perspective on Theoretical Geography, Annals of the Association of American Geographers, 69, 1979, pp. 169–174
- Fred Schaefer and the science of geography, Annals of the Association of American Geographers, 69, 1979, pp. 128–132
- Nuclear war atlas, Oxford, 1988

- Biblioteca Nacional de España: XX902106
- Bibliothèque nationale de France: cb177046092 (data)
- Catàleg d'autoritats de noms i títols de Catalunya: 981058508033706706
- Gemeinsame Normdatei: 138355649
- International Standard Name Identifier: 0000 0001 1736 8248
- Library of Congress Control Number: n87879307
- Nationale Bibliotheek van Tsjechië: xx0193758
- Nationale Bibliotheek van Israël: 987007440302905171
- Nederlandse Thesaurus van Auteursnamen: 073228826
- Système universitaire de documentation: 103920684
- Virtual International Authority File: 271809173
- WorldCat: E39PBJdctJwyWbmp4YYwbWyWXd